# Петровка (Дзержинский район)
Петровка — деревня в Дзержинском районе Красноярского края. Входит в состав Курайского сельсовета.

## История
Деревня была основана в 1907 году. По данным 1926 года в деревне имелось 106 хозяйств и проживало 557 человек (270 мужчин и 287 женщин). В национальном составе населения преобладали белорусы. Функционировала школа I ступени. В административном отношении деревня являлась центром Петровского сельсовета Рождественского района Канского округа Сибирского края.

## Население
| 2010 |
| ---- |
| 133  |